# Jump (chanson de Van Halen)
Pour les articles homonymes, voir Jump.
Singles de Van Halen
Secrets
(1982) I'll Wait
(1984)
Jump est une chanson du groupe de rock Van Halen sortie le 21 décembre 1983. Elle figure sur son 6e album intitulé 1984.
C'est le seul titre du groupe à atteindre la première place dans le classement Billboard Hot 100.
Par rapport aux autres compositions du groupe, Jump présente l'originalité de mettre en avant le synthétiseur (joué sur un Oberheim OB-Xa), et comporte un solo de guitare d'Eddie Van Halen dont il a affirmé qu'il était son solo préféré parmi ceux qu'il avait écrits. Jump est un des titres les plus connus de Van Halen, et a contribué à une évolution du style du groupe vers des compositions moins typées hard rock.
David Lee Roth a donné plusieurs versions de la signification des paroles de Jump, mais il dit généralement qu'elles se rapportent à une information, vue aux actualités à la télévision, à propos d'un homme qui était sur le point de se suicider en sautant par la fenêtre d'un immeuble.

## Performance commerciale
Jump a été numéro 1 dans le Billboard Hot 100 et en Italie, numéro 2 en Australie, en Irlande et en Afrique du Sud, numéro 4 en Suisse et en Autriche, et numéro 7 en France. Le single a également reçu une certification d'or par la RIAA le 3 avril 1984.

## Influence
Jump est utilisé par diverses équipes sportives, dont l'Olympique de Marseille depuis décembre 1986 lors de l'entrée des joueurs sur la pelouse du Stade Vélodrome,,,,.
Jump apparaît dans le film de Steven Spielberg Ready Player One (2018) et est utilisé pour la campagne promotionnelle du film.

## Musiciens
- David Lee Roth – chant
- Eddie Van Halen – guitare, clavier, chœurs
- Michael Anthony – guitare basse, chœurs
- Alex Van Halen – batterie

## Classements

### Classements hebdomadaires
| Classement (1984)                         | Meilleure position |
| ----------------------------------------- | ------------------ |
| Afrique du Sud (Springbok Radio)          | 2                  |
| Allemagne (Media Control AG)              | 4                  |
| Australie (Kent Music Report)             | 2                  |
| Autriche (Ö3 Austria Top 40)              | 4                  |
| Belgique (Flandre Ultratop 50 Singles)    | 28                 |
| Belgique (Flandre VRT Top 30)             | 17                 |
| Canada (50 Singles)                       | 1                  |
| Canada (CHUM)                             | 1                  |
| États-Unis (Billboard Hot 100)            | 1                  |
| États-Unis (Cash Box)                     | 1                  |
| États-Unis (Mainstream Rock Tracks chart) | 1                  |
| États-Unis (Hot Dance Club Play)          | 17                 |
| France (SNEP)                             | 7                  |
| Irlande (IRMA)                            | 2                  |
| Italie (FIMI)                             | 1                  |
| Nouvelle-Zélande (RMNZ)                   | 12                 |
| Pays-Bas (Nederlandse Top 40)             | 29                 |
| Pays-Bas (Single Top 100)                 | 34                 |
| Pologne (Classements Singles)             | 14                 |
| Royaume-Uni (UK Singles Chart)            | 7                  |
| Suède (Sverigetopplistan)                 | 11                 |
| Suisse (Schweizer Hitparade)              | 4                  |

| Classement (1993)              | Meilleure position |
| ------------------------------ | ------------------ |
| Pays-Bas (Nederlandse Top 40)  | 17                 |
| Pays-Bas (Single Top 100)      | 12                 |
| Royaume-Uni (UK Singles Chart) | 26                 |
| Suisse (Schweizer Hitparade)   | 36                 |

| Classement (2012)             | Meilleure position |
| ----------------------------- | ------------------ |
| France (SNEP)                 | 185                |
| Japon (Japan Hot 100 Singles) | 87                 |

| Classement (2013)             | Meilleure position |
| ----------------------------- | ------------------ |
| Japon (Japan Hot 100 Singles) | 43                 |

### Classements annuels
| Classement (1984)                | Position |
| -------------------------------- | -------- |
| Afrique du Sud (Springbok Radio) | 13       |
| Australie (Kent Music Report)    | 28       |
| Canada (Top 100 Singles)         | 14       |
| États-Unis (Billboard Hot 100)   | 6        |
| États-Unis (Cash Box)            | 5        |
| Italie (FIMI)                    | 36       |